# 24135 Лісанн
24135 Лісанн (24135 Lisann) — астероїд головного поясу, відкритий 4 листопада 1999 року.
Тіссеранів параметр щодо Юпітера — 3,396.